# 石评天下
《石评天下》是凤凰卫视的一档全球政经评论节目，定位为“深度政经评论性的周播专题节目”，属于《凤凰观天下》时段。节目立足财经，对当周发生的重大政经新闻和事件，进行信息梳理、趋势分析和深度点评。节目由凤凰卫视评论员石齐平（2016年3月10日起加入朱文晖）及另一位凤凰卫视新闻主播主持。
2023年5月4日，《石评大财经》正式更名为《石评天下》。

## 冠名
- 2011年，节目由麦达斯冠名。
- 2013年，节目由北京银行冠名，定名为北京银行·石评大财经。
- 2015-2016年，节目由香雪制药冠名，定名为香雪制药·石评大财经。
- 2017年起，本節目沒有任何冠名商。

## 播出时间[2]
- 凤凰卫视中文台：香港时间周四19：30-20：00首播，周五5：30-6：00、13：00-13：30、17:00-17:30重播。
- 凤凰卫视香港台：香港时间周五14：00-14：30重播
- 凤凰卫视欧洲台：格林威治时间周四22：25-23：00首播，周五12：20-12：55重播。
- 凤凰卫视美洲台：美国西部时间周四18：10-18：45首播，周五2：05-2：40重播。
- 凤凰卫视澳洲版：悉尼时间周五7：25-8：00首播，18：50-19：25重播。

### 特别改动
2014年6月9日-7月11日，美洲台因播出2014年世界杯足球赛特别节目——《巨星面對面》等腾讯制作的原创节目（播出时间：18:40-19:00），节目提前至18：05分播出，并于18：40分结束。